# Joseph W. Chalmers
Joseph Williams Chalmers (* 20. Dezember 1806 im Halifax County, Virginia; † 16. Juni 1853 in Holly Springs, Mississippi) war ein US-amerikanischer Jurist und Politiker (Demokratische Partei), der den Bundesstaat Mississippi im US-Senat vertrat.

## Werdegang
Joseph Chalmers schlug nach seiner Schulausbildung eine juristische Laufbahn ein. Er studierte die Rechtswissenschaften sowohl an der University of Virginia in Charlottesville als auch in privater Praxis bei einem Anwalt in Richmond. Nach erfolgter Aufnahme in die Anwaltskammer übte er seinen Beruf zunächst ab 1835 in Jackson (Tennessee) aus, später dann auch in Holly Springs im Staat Mississippi. Er praktizierte abwechselnd in beiden Orten.
Von 1842 bis 1843 war Chalmers dann stellvertretender Chancellor mit Zuständigkeit für das Billigkeitsrecht im nördlichen Gerichtsdistrikt von Mississippi. Seine kurze politische Laufbahn wurde durch die Ernennung von US-Senator Robert J. Walker zum Finanzminister der Vereinigten Staaten eingeleitet; am 3. November 1845 trat er Walkers Nachfolge in Washington an. Chalmers entschied auch die Nachwahl für sich, sodass er bis zum 3. März 1847 im Senat verblieb. Während dieser Zeit war er unter anderem Vorsitzender des Committee on Engrossed Bills.
In der Folge arbeitete er wieder als Anwalt in Holly Springs, wo er 1853 starb. Sein Sohn James war Brigadegeneral der Konföderiertenarmee im Sezessionskrieg und saß von 1877 bis 1884 für Mississippi im US-Repräsentantenhaus.